# Aeroportul Douglas–Charles
Aeroportul Douglas–Charles (IATA: DOM, ICAO: TDPD) este un aeroport din Roseau, Saint George Parish⁠(d), Dominica ce deservește zona Roseau. Aeroportul a fost tranzitat în 2015 de 60.470 de pasageri. A fost deschis în 22 noiembrie 1961.
Situat la o altitudine de 22 m, aeroportul dispune de 1 pistă.

## Infrastructură

### Piste
Aeroportul dispune de o singură pistă. Pista 09/27 are suprafața de asfalt și dimensiunile 1.756 m × 45 m. 